# Perles-et-Castelet
Perles-et-Castelet est une commune française située dans le sud-est du département de l'Ariège, en région Occitanie. Sur le plan historique et culturel, la commune fait partie du pays du Sabarthès, structuré par la haute vallée de l'Ariège en amont du pays de Foix avec Tarascon-sur-Ariège comme ville principale.
Exposée à un climat océanique altéré, elle est drainée par l'Ariège et par divers autres petits cours d'eau. La commune possède un patrimoine naturel remarquable composé de six zones naturelles d'intérêt écologique, faunistique et floristique.
Perles-et-Castelet est une commune rurale qui compte 219 habitants en 2022, après avoir connu un pic de population de 523 habitants en 1836. Ses habitants sont appelés les Perlois ou Perloises.

## Géographie

### Localisation
| - OpenStreetMap Limite communale. |

La commune de Perles-et-Castelet se trouve dans le département de l'Ariège, en région Occitanie.
Perles-et-Castelet est une commune des Pyrénées en Haute vallée de l'Ariège divisée en deux parties : Le Castelet, situé au plus profond de la vallée, et Perles, sur le versant de la montagne.
Elle se situe à 29 km à vol d'oiseau de Foix, préfecture du département, et à 5 km d'Ax-les-Thermes, bureau centralisateur du canton de Haute-Ariège dont dépend la commune depuis 2015 pour les élections départementales.
La commune fait en outre partie du bassin de vie d'Ax-les-Thermes.
Les communes les plus proches sont : 
Tignac (0,7 km), Vaychis (1,5 km), Unac (2,2 km), Bestiac (2,7 km), Luzenac (2,9 km), Savignac-les-Ormeaux (3,0 km), Caussou (3,2 km), Garanou (3,8 km).
Sur le plan historique et culturel, Perles-et-Castelet fait partie du pays du Sabarthès, structuré par la haute vallée de l'Ariège en amont du pays de Foix avec Tarascon-sur-Ariège comme ville principale.

### Communes limitrophes
Les communes limitrophes sont Luzenac, Savignac-les-Ormeaux, Tignac et Unac.
| Unac    | Tignac             |                      |
| Luzenac | Perles-et-Castelet | Savignac-les-Ormeaux |
|         |                    |                      |

### Géologie et relief
La commune est située dans les Pyrénées, une chaîne montagneuse jeune, érigée durant l'ère tertiaire (il y a 40 millions d'années environ), en même temps que les Alpes. Les terrains affleurants sur le territoire communal sont constitués de roches pour partie sédimentaires et pour partie métamorphiques datant du Paléozoïque, une ère géologique qui s'étend de −541 à −252,2 Ma (millions d'années). La structure détaillée des couches affleurantes est décrite dans la feuille « n°1087 - Vicdessos » de la carte géologique harmonisée au 1/50 000ème du département de l'Ariège, et sa notice associée.
La superficie cadastrale de la commune publiée par l’Insee, qui sert de références dans toutes les statistiques, est de 17,77 km2,. La superficie géographique, issue de la BD Topo, composante du Référentiel à grande échelle produit par l'IGN, est quant à elle de 18,03 km2. Son relief est particulièrement escarpé puisque la dénivelée maximale atteint 1 625 mètres. L'altitude du territoire varie entre 618 m et 2 243 m.

### Hydrographie

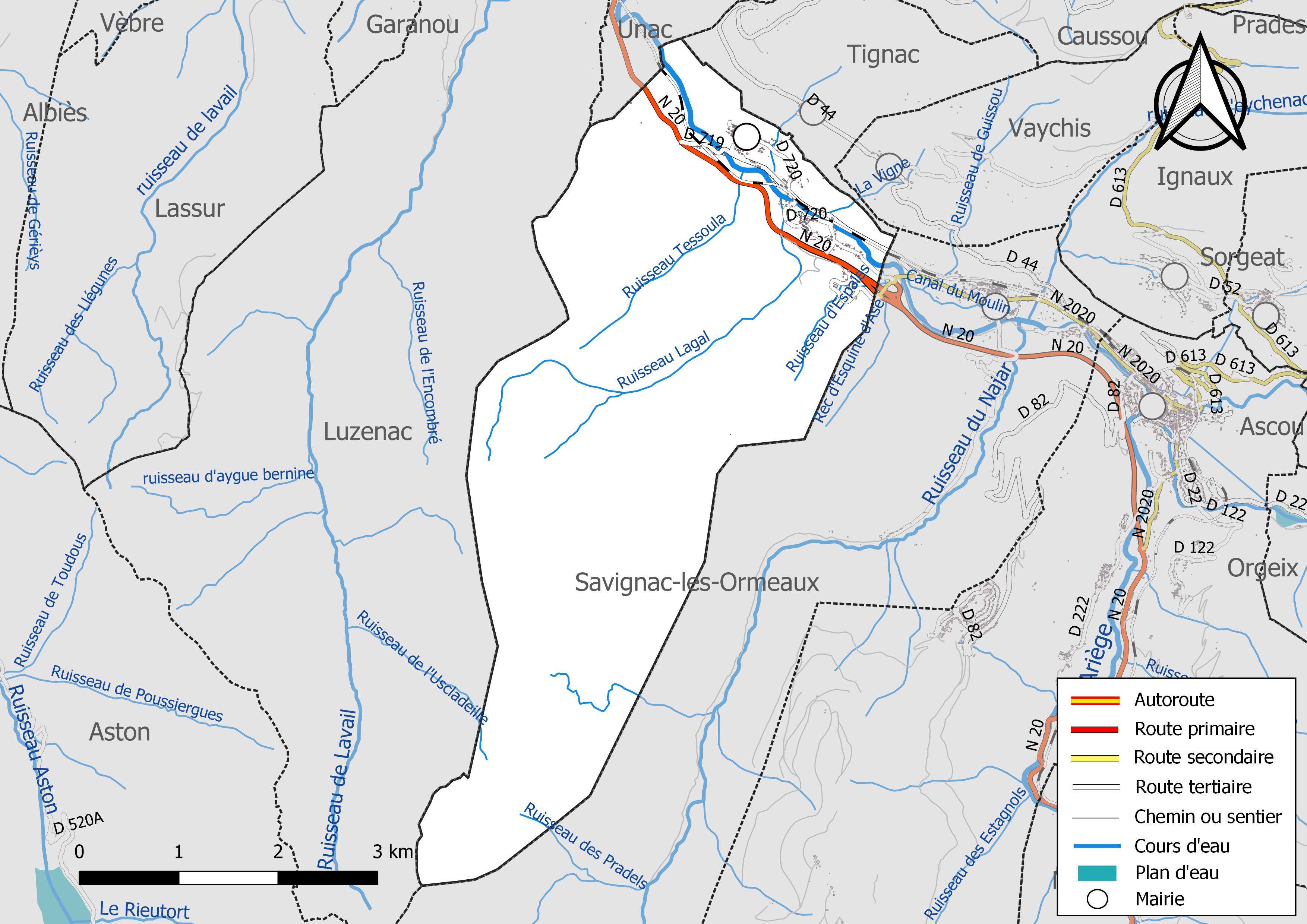
Réseaux hydrographique et routier de Perles-et-Castelet.

La commune est dans le bassin versant de la Garonne, au sein du bassin hydrographique Adour-Garonne. Elle est drainée par l'Ariège, la Vigne, Rec d'Esquine d'Ase, le ruisseau de l'Uscladeille, le ruisseau d'Espales, le ruisseau des Pradels, le ruisseau Lagal, le ruisseau Tessoula et par divers petits cours d'eau, constituant un réseau hydrographique de 17 km de longueur totale,.
L'Ariège, d'une longueur totale de 162,91 km, prend sa source dans la commune de Porta et s'écoule du sud vers le nord. Elle traverse la commune et se jette dans la Garonne à Portet-sur-Garonne, après avoir traversé 56 communes.

### Climat
Pour des articles plus généraux, voir Climat de l'Occitanie et Climat de l'Ariège.
En 2010, le climat de la commune est de type climat océanique altéré, selon une étude s'appuyant sur une série de données couvrant la période 1971-2000. En 2020, Météo-France publie une typologie des climats de la France métropolitaine dans laquelle la commune est exposée à un climat de montagne et est dans la région climatique Pyrénées centrales, caractérisée par une pluviométrie annuelle de 1 000 à 1 200 mm.
Pour la période 1971-2000, la température annuelle moyenne est de 11,1 °C, avec une amplitude thermique annuelle de 15,2 °C. Le cumul annuel moyen de précipitations est de 1 067 mm, avec 8,7 jours de précipitations en janvier et 6,8 jours en juillet. Pour la période 1991-2020, la température moyenne annuelle observée sur la station météorologique la plus proche, située sur la commune d'Ascou à 7 km à vol d'oiseau, est de 9,3 °C et le cumul annuel moyen de précipitations est de 1 258,8 mm,. Pour l'avenir, les paramètres climatiques de la commune estimés pour 2050 selon différents scénarios d'émission de gaz à effet de serre sont consultables sur un site dédié publié par Météo-France en novembre 2022.

### Milieux naturels et biodiversité
L’inventaire des zones naturelles d'intérêt écologique, faunistique et floristique (ZNIEFF) a pour objectif de réaliser une couverture des zones les plus intéressantes sur le plan écologique, essentiellement dans la perspective d’améliorer la connaissance du patrimoine naturel national et de fournir aux différents décideurs un outil d’aide à la prise en compte de l’environnement dans l’aménagement du territoire.
Trois ZNIEFF de type 1 sont recensées sur la commune :
- le « cours de l'Ariège » (1 341 ha), couvrant 112 communes dont 86 dans l'Ariège et 26 dans la Haute-Garonne[24] ;
- les « montagnes orientales d'Ax-les-Thermes » (9 524 ha), couvrant 20 communes dont 16 dans l'Ariège et 4 dans l'Aude[25],
- la « rive gauche de la haute vallée de l'Ariège » (16 207 ha), couvrant 14 communes du département[26] ;

et trois ZNIEFF de type 2, : 
- « le bassin versant de l'Oriège et montagnes orientales d'Ax-les-Thermes » (18 551 ha), couvrant 25 communes dont 18 dans l'Ariège, 4 dans l'Aude et 3 dans les Pyrénées-Orientales[27] ;
- « L'Ariège et ripisylves » (1 975 ha), couvrant 56 communes dont 43 dans l'Ariège et 13 dans la Haute-Garonne[28] ;
- le « massif de l'Aston et haute vallée de l'Ariège » (0 ha), couvrant 24 communes dont 22 dans l'Ariège et 2 dans les Pyrénées-Orientales[29].

Carte des ZNIEFF de type 1 et 2 à Perles-et-Castelet.
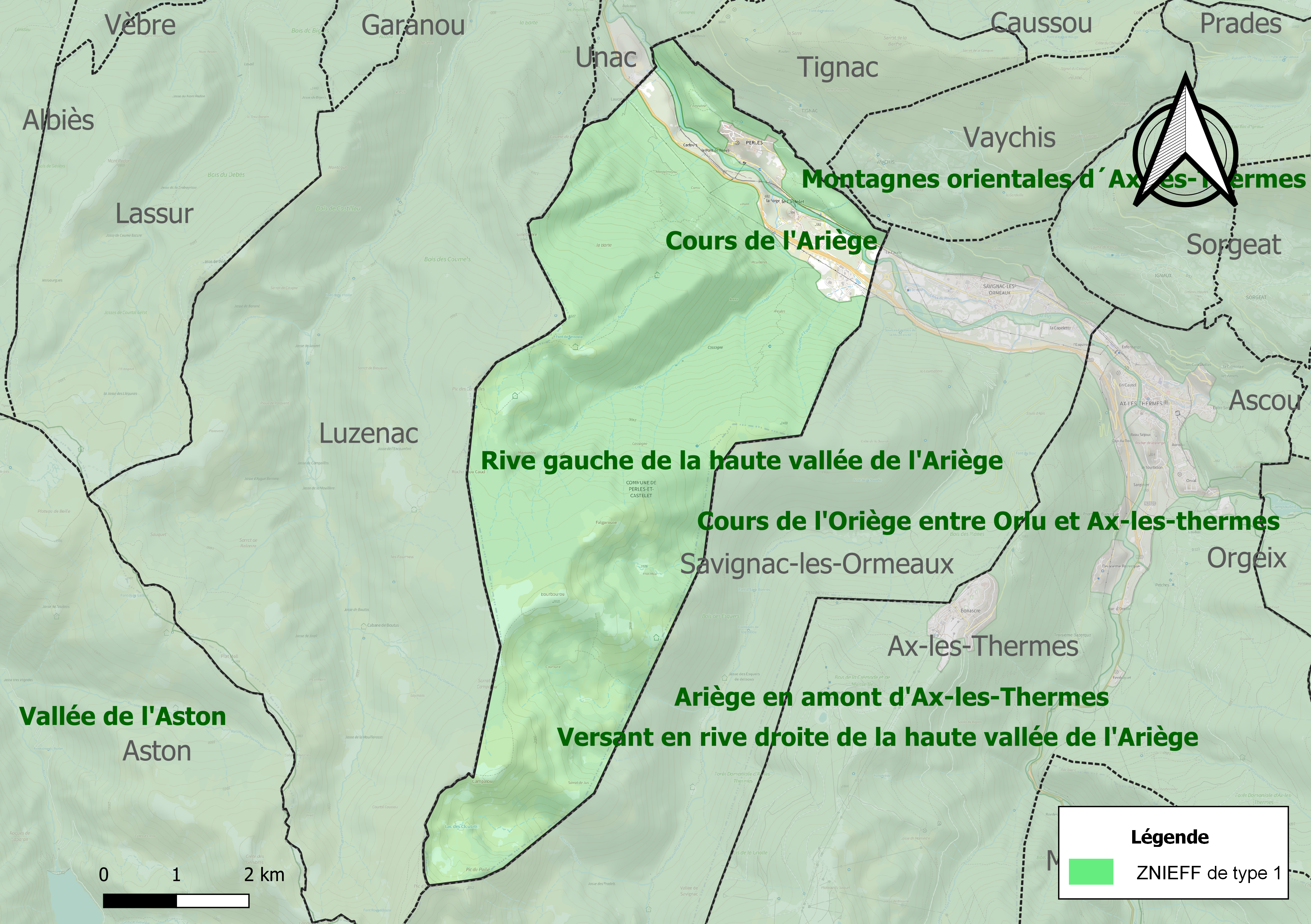
Carte des ZNIEFF de type 1 sur la commune.
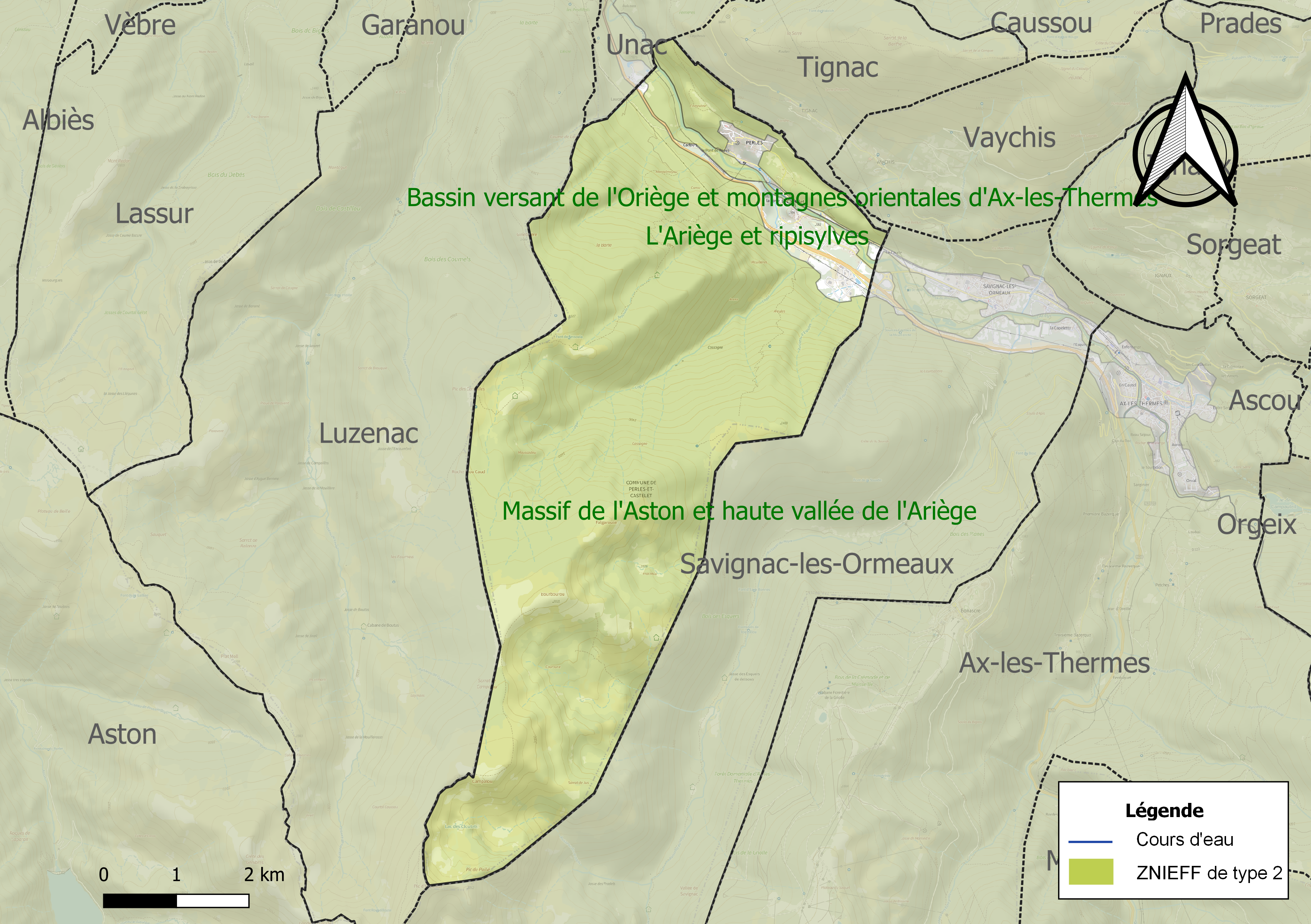
Carte des ZNIEFF de type 2 sur la commune.

## Urbanisme

### Typologie
Au 1er janvier 2024, Perles-et-Castelet est catégorisée commune rurale à habitat dispersé, selon la nouvelle grille communale de densité à 7 niveaux définie par l'Insee en 2022.
Elle est située hors unité urbaine et hors attraction des villes,.

### Occupation des sols

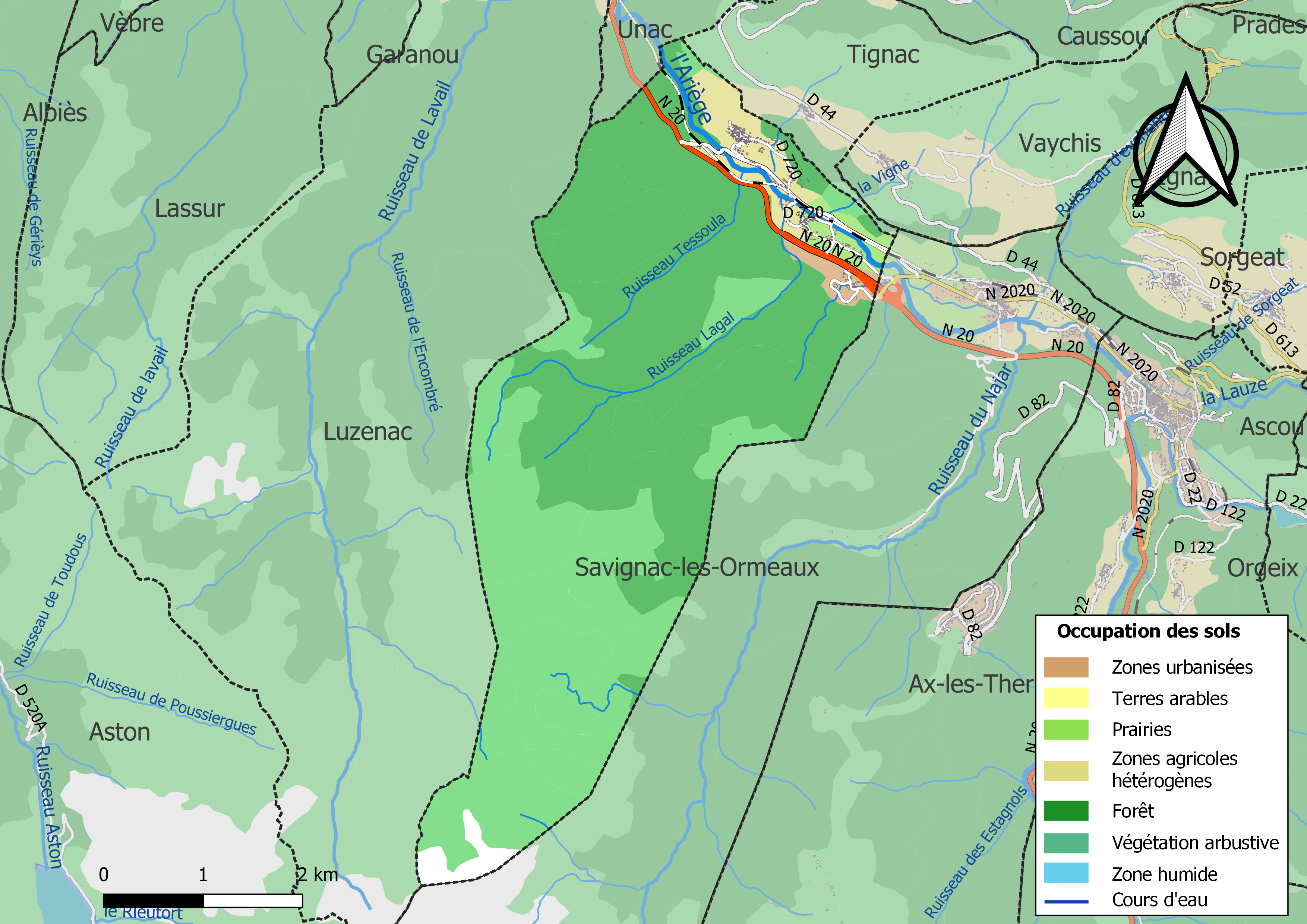
Carte des infrastructures et de l'occupation des sols de la commune en 2018 (CLC).

L'occupation des sols de la commune, telle qu'elle ressort de la base de données européenne d’occupation biophysique des sols Corine Land Cover (CLC), est marquée par l'importance des forêts et milieux semi-naturels (91,8 % en 2018), en diminution par rapport à 1990 (94,3 %). La répartition détaillée en 2018 est la suivante : 
forêts (56,2 %), milieux à végétation arbustive et/ou herbacée (34 %), zones agricoles hétérogènes (4,6 %), prairies (2 %), espaces ouverts, sans ou avec peu de végétation (1,6 %), zones industrielles ou commerciales et réseaux de communication (1,5 %). L'évolution de l’occupation des sols de la commune et de ses infrastructures peut être observée sur les différentes représentations cartographiques du territoire : la carte de Cassini (XVIIIe siècle), la carte d'état-major (1820-1866) et les cartes ou photos aériennes de l'IGN pour la période actuelle (1950 à aujourd'hui).

### Habitat et logement
En 2018, le nombre total de logements dans la commune était de 228, alors qu'il était de 208 en 2013 et de 182 en 2008.
Parmi ces logements, 50,6 % étaient des résidences principales, 46,3 % des résidences secondaires et 3,1 % des logements vacants. Ces logements étaient pour 91,7 % d'entre eux des maisons individuelles et pour 7 % des appartements.
Le tableau ci-dessous présente la typologie des logements à Perles-et-Castelet en 2018 en comparaison avec celle de l'Ariège et de la France entière. Une caractéristique marquante du parc de logements est ainsi une proportion de résidences secondaires et logements occasionnels (46,3 %) supérieure à celle du département (24,6 %) et à celle de la France entière (9,7 %). Concernant le statut d'occupation de ces logements, 74,4 % des habitants de la commune sont propriétaires de leur logement (77,6 % en 2013), contre 66,3 % pour l'Ariège et 57,5 % pour la France entière.
| Typologie                                               | Perles-et-Castelet | Ariège | France entière |
| ------------------------------------------------------- | ------------------ | ------ | -------------- |
| Résidences principales (en %)                           | 50,6               | 65,7   | 82,1           |
| Résidences secondaires et logements occasionnels (en %) | 46,3               | 24,6   | 9,7            |
| Logements vacants (en %)                                | 3,1                | 9,7    | 8,2            |

### Risques majeurs
Le territoire de la commune de Perles-et-Castelet est vulnérable à différents aléas naturels : inondations, climatiques (grand froid ou canicule), feux de forêts, mouvements de terrains, avalanche  et séisme (sismicité moyenne). Il est également exposé à deux risques technologiques,  le transport de matières dangereuses et la rupture d'un barrage, et à un risque particulier, le risque radon,.

#### Risques naturels

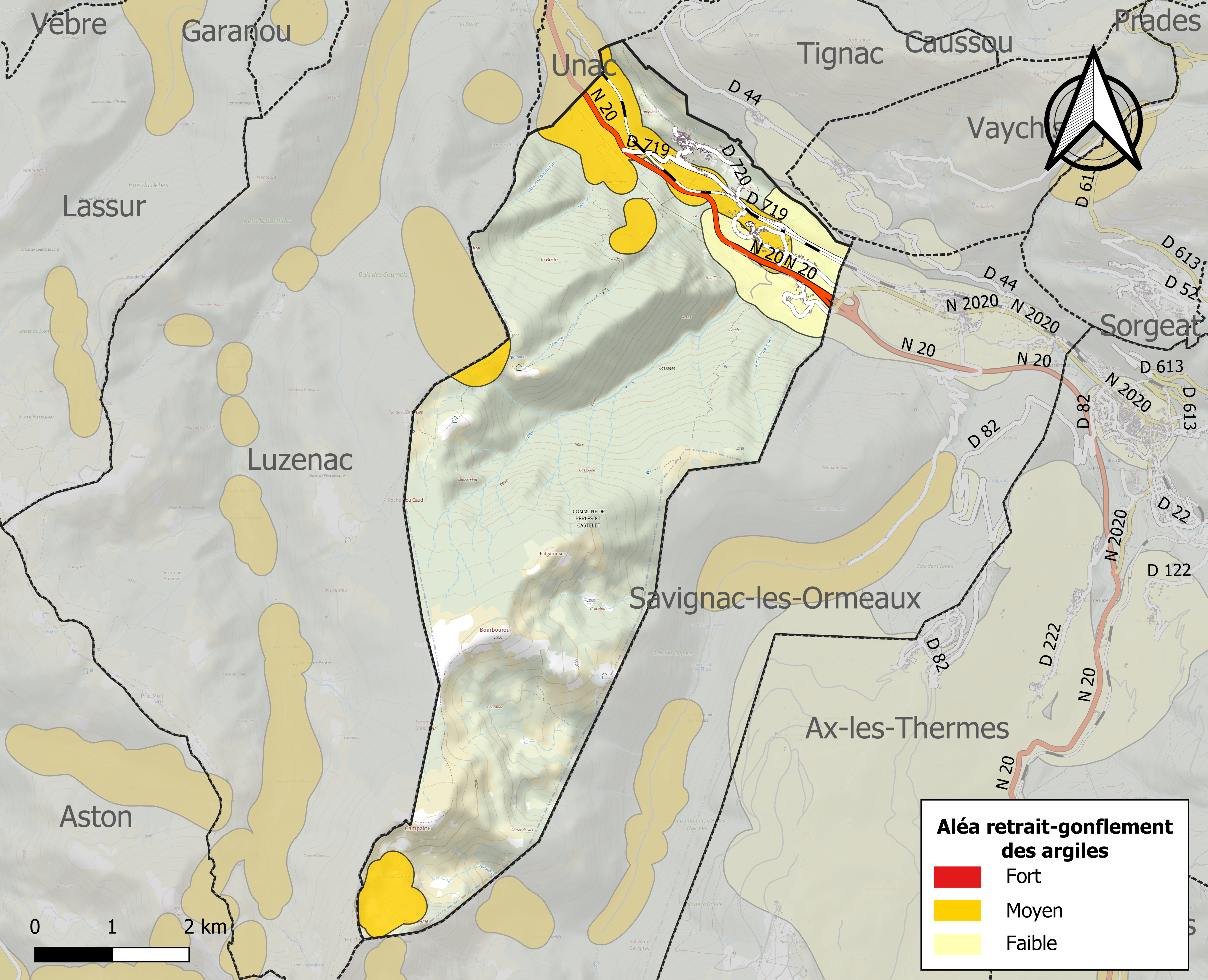
Zonage de l'aléa retrait-gonflement des argiles sur la commune de Perles-et-Castelet.

Certaines parties du territoire communal sont susceptibles d’être affectées par le risque d’inondation par débordement, crue torrentielle d'un cours d'eau, l'Ariège, ou ruissellement d'un versant. L’épisode de crue le plus marquant dans le département reste sans doute celui de 1875. Parmi les inondations marquantes plus récentes concernant le cours d'eau de l'Ariège figurent la crue torrentielle de 1982 et les inondations de plaine de 1996 et de 2005 de la Basse vallée de l'Ariège.
Les mouvements de terrains susceptibles de se produire sur la commune sont soit des chutes de blocs, soit des glissements de terrains, soit des mouvements liés au retrait-gonflement des argiles. Près de 50 % de la superficie du département est concernée par l'aléa retrait-gonflement des argiles, dont la commune de Perles-et-Castelet. L'inventaire national des cavités souterraines permet par ailleurs de localiser celles situées sur la commune.
Ces risques naturels sont pris en compte dans l'aménagement du territoire de la commune par le biais d'un plan de prévention des risques (PPR) inondation et mouvement de terrain approuvé le 30 décembre 2003.

#### Risques technologiques
Le risque de transport de matières dangereuses par une infrastructure routière ou ferroviaire ou par une canalisation de transport de gaz concerne la commune. Un accident se produisant sur une telle infrastructure est en effet susceptible d’avoir des effets graves au bâti ou aux personnes jusqu’à 350 m, selon la nature du matériau transporté. Des dispositions d’urbanisme peuvent être préconisées en conséquence.
Dans le département de l’Ariège on dénombre cinq grands barrages susceptibles d’occasionner des dégâts en cas de rupture. La commune fait partie des 80 communes susceptibles d’être touchées par l’onde de submersion consécutive à la rupture d’un de ces barrages. Elle est en effet dans la zone de proximité immédiate d'un barrage classé PPI.

#### Risque particulier
Dans plusieurs parties du territoire national, le radon, accumulé dans certains logements ou autres locaux, peut constituer une source significative d’exposition de la population aux rayonnements ionisants. Toutes les communes du département sont concernées par le risque radon à un niveau plus ou moins élevé. Selon la classification de 2018, la commune de Perles-et-Castelet est classée en zone 3, à savoir zone à potentiel radon significatif.

## Histoire
Fin février 2021, un nouveau type de délit s'est déroulé sur la commune : le vol massif de bois sur pied. Au moins 300 sapins et 100 chênes centenaires ont été abattus en toute illégalité puis transportés en Espagne. Le tribunal de Foix a condamné en décembre 2024 l'exploitant forestier espagnol qui a coupé 350 arbres à verser environ 300.000 euros de dédommagements pour l'ensemble des victimes de cette coupe sauvage.

## Politique et administration

### Découpage territorial
La commune de Perles-et-Castelet est membre de la communauté de communes de la Haute Ariège, un établissement public de coopération intercommunale (EPCI) à fiscalité propre créé le 27 septembre 2016 dont le siège est à Luzenac. Ce dernier est par ailleurs membre d'autres groupements intercommunaux.
Sur le plan administratif, elle est rattachée à l'arrondissement de Foix, au département de l'Ariège, en tant que circonscription administrative de l'État, et à la région Occitanie.
Sur le plan électoral, elle dépend du canton de Haute-Ariège pour l'élection des conseillers départementaux, depuis le redécoupage cantonal de 2014 entré en vigueur en 2015, et de la première circonscription de l'Ariège  pour les élections législatives, depuis le redécoupage électoral de 1986.

### Liste des maires
| Période                                  | Période               | Identité        | Étiquette | Qualité  |
| ---------------------------------------- | --------------------- | --------------- | --------- | -------- |
| mars 2001                                | août 2011 (démission) | Max Joulé       |           |          |
| octobre 2011                             | avril 2014            | Christian Vives |           |          |
| avril 2014                               | En cours              | Gérard Durand   | PCF       | Retraité |
| Les données manquantes sont à compléter. |                       |                 |           |          |

## Démographie
| 1793 | 1800 | 1806 | 1821 | 1831 | 1836 | 1841 | 1846 | 1851 |
| ---- | ---- | ---- | ---- | ---- | ---- | ---- | ---- | ---- |
| 408  | 351  | 461  | 464  | 522  | 523  | 509  | 515  | 499  |

| 1856 | 1861 | 1866 | 1872 | 1876 | 1881 | 1886 | 1891 | 1896 |
| ---- | ---- | ---- | ---- | ---- | ---- | ---- | ---- | ---- |
| 416  | 389  | 380  | 366  | 363  | 408  | 370  | 368  | 356  |

| 1901 | 1906 | 1911 | 1921 | 1926 | 1931 | 1936 | 1946 | 1954 |
| ---- | ---- | ---- | ---- | ---- | ---- | ---- | ---- | ---- |
| 373  | 341  | 326  | 294  | 237  | 277  | 224  | 173  | 192  |

| 1962 | 1968 | 1975 | 1982 | 1990 | 1999 | 2005 | 2006 | 2010 |
| ---- | ---- | ---- | ---- | ---- | ---- | ---- | ---- | ---- |
| 188  | 157  | 130  | 119  | 157  | 160  | 174  | 177  | 204  |

| 2015 | 2020 | 2022 | - | - | - | - | - | - |
| ---- | ---- | ---- | - | - | - | - | - | - |
| 221  | 226  | 219  | - | - | - | - | - | - |

## Économie

### Revenus
En 2018, la commune compte 100 ménages fiscaux, regroupant 206 personnes. La médiane du revenu disponible par unité de consommation est de 22 860 € (19 820 € dans le département).

### Emploi
| Division       | 2008  | 2013   | 2018   |
| -------------- | ----- | ------ | ------ |
| Commune        | 3,8 % | 5,3 %  | 6,9 %  |
| Département    | 8,9 % | 11,1 % | 11,2 % |
| France entière | 8,3 % | 10 %   | 10 %   |

En 2018, la population âgée de 15 à 64 ans s'élève à 142 personnes, parmi lesquelles on compte 75,7 % d'actifs (68,8 % ayant un emploi et 6,9 % de chômeurs) et 24,3 % d'inactifs,. Depuis 2008, le taux de chômage communal (au sens du recensement) des 15-64 ans est inférieur à celui de la France et du département.
La commune est hors attraction des villes,. Elle compte 105 emplois en 2018, contre 123 en 2013 et 95 en 2008. Le nombre d'actifs ayant un emploi résidant dans la commune est de 98, soit un indicateur de concentration d'emploi de 107,6 % et un taux d'activité parmi les 15 ans ou plus de 56,5 %.
Sur ces 98 actifs de 15 ans ou plus ayant un emploi, 16 travaillent dans la commune, soit 16 % des habitants. Pour se rendre au travail, 92,9 % des habitants utilisent un véhicule personnel ou de fonction à quatre roues, 6,1 % s'y rendent en deux-roues, à vélo ou à pied et 1 % n'ont pas besoin de transport (travail au domicile).

### Activités hors agriculture
28 établissements sont implantés  à Perles-et-Castelet au 31 décembre 2019. Le tableau ci-dessous en détaille le nombre par secteur d'activité et compare les ratios avec ceux du département,.
Le secteur de l'industrie manufacturière, des industries extractives et autres est prépondérant sur la commune puisqu'il représente 32,1 % du nombre total d'établissements de la commune (9 sur les 28 entreprises implantées  à Perles-et-Castelet), contre 12,9 % au niveau départemental.
Le domaine hôtelier représente la plus grande partie de l'économie de la commune avec notamment la présence d'un hôtel-restaurant et de quelques chambres d'hôtes. Une activité agricole, essentiellement de l'élevage, a repris mais reste très modérée.

### Agriculture
|                                   | 1988 | 2000 | 2010 |
| --------------------------------- | ---- | ---- | ---- |
| Exploitations                     | 7    | 2    | 1    |
| Superficie agricole utilisée (ha) | 67   | 50   | 37   |

La commune fait partie de la petite région agricole dénommée « Région pyrénéenne ». En 2010, l'orientation technico-économique de l'agriculture  sur la commune est l'élevage de bovins pour la viande. Une seule  exploitation agricole ayant son siège dans la commune est recensée lors du recensement agricole de 2010 (sept en 1988). La superficie agricole utilisée est de 37 ha.

## Culture locale et patrimoine
- Église Notre-Dame-de-l'Assomption.
- Gouffre et cascades  de Castelet.

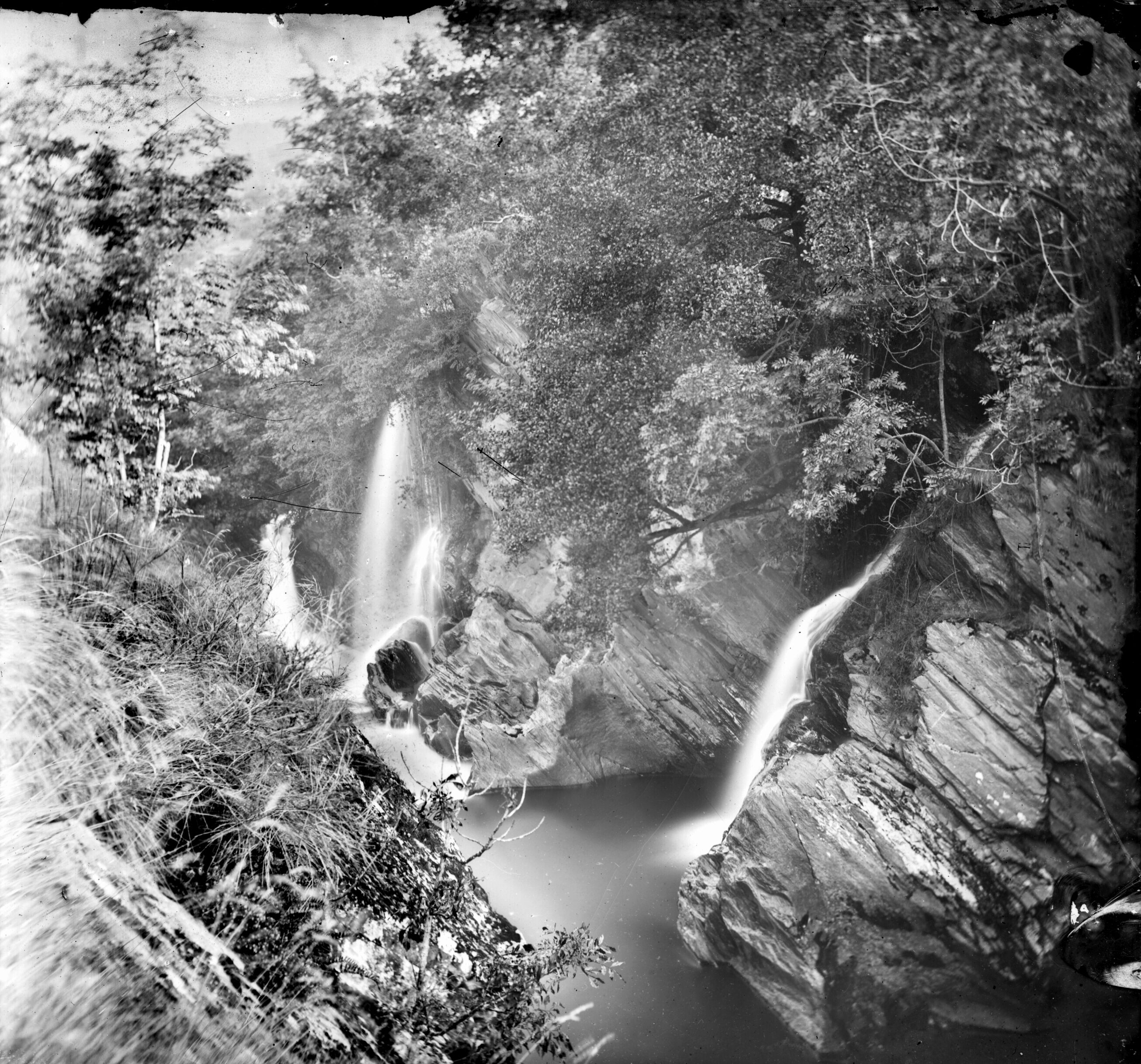
Gouffre et cascades du Castelet, photographie d'Eugène Trutat.

- Pont du Castelet, sur la ligne de Portet-Saint-Simon à Puigcerda, mis en service en 1884, a été conçu par Paul Séjourné.

## Personnalités liées à la commune
- Augustin Bonrepaux, député socialiste de la première circonscription de 1981 à 2002, président du Conseil général de l'Ariège de 2001 à 2014, est né à Perles-et-Castelet en 1936.